# Sporza Radio
Sporza Radio is een programma op Radio 1 dat uitsluitend sport brengt. Het wordt iedere week op twee vaste tijdstippen uitgezonden: op zaterdag van 18 uur tot 23 uur, en op zondag van 13 uur tot 18 uur. Wanneer er belangrijke voetbalwedstrijden zijn, gaat het programma op zondagavond door tot 23 uur. Bij bepaalde sportmanifestaties gaat Sporza Radio soms ook op andere dagen of tijdstippen in de ether. Voor die sportuitzendingen werd ook enkele jaren gebruikgemaakt van de middengolf, via 927Live. Tot 17 oktober 2017 was Sporza als aparte zender te horen via DAB, zij het niet dat het meestal de uitzendingen van Radio 1 waren.

## Presentatoren
De uitzendingen worden afwisselend gepresenteerd door de vaste stemmen David Naert, Gert Geens, Steffy Merlevede, Niels Van Duyse, Jonathan Mettepenningen en Astrid Demeure. Soms wordt beroep gedaan op vervangers zoals Bart De Raes, Ruth Joos, Joris Lenaerts of Catherine Van Eylen. Voormalige presentatoren zijn onder meer Bart Schols, Tom Coninx, Kathy Lindekens, Tom Vandenbulcke, Aster Nzeyimana en Dirk Vermeylen.

## Verslaggeving

### Voetbal
Sporza Radio brengt verslag van alle wedstrijden uit de Jupiler Pro League, wedstrijden voor de Beker van België, Europese wedstrijden van Belgische voetbalploegen en wedstrijden van de Rode Duivels. Soms wordt ook een belangrijke match uit de lagere klassen meegepikt. Doorgaans is er een commentator ter plaatse. De vaste VRT-voetbalverslaggevers zijn Peter Vandenbempt, Tom Boudeweel en Bert Sterckx. Daarnaast worden ook freelance journalisten ingezet zoals Johan De Caluwé, Eddy Botteldoorne, Piet Cosemans, Simon Bossuyt en Glenn Martens. Zij worden zowat elk voetbalweekend ingezet, maar zijn niet vast aan de slag bij de VRT. Bij topwedstrijden krijgt de commentator soms versterking van een reporter/interviewer langs de zijlijn of een co-commentator zoals Eddy Snelders.
Tijdens grote voetbaltornooien zendt Sporza vaak uit onder een aangepaste naam. Zo was er tijdens het WK voetbal 2014 in Brazilië Sporza Brasil, tijdens het EK voetbal 2016 in Frankrijk Studio France en tijdens het WK voetbal 2018 in Rusland Radio Rusland.

### Wielrennen en veldrijden
Sporza Radio brengt verslag van de belangrijkste wielerwedstrijden en veldritten. De vaste commentatoren zijn Christophe Vandegoor en Carl Berteele, waarbij Berteele regelmatig als reporter op de motor fungeert. Een voormalige wielerverslaggever is Luc Van Langenhove. Hij stopte in 2007 met wielerverslaggeving omdat de dopingperikelen hem erg hoog zaten.
In juli zendt Sporza Radio de Ronde van Frankrijk uit onder de naam Sporza Tour. In 2016, toen de Tour gedeeltelijk samenviel met het EK voetbal 2016 in Frankrijk, heette het programma Studio France. Christophe Vandegoor geeft commentaar, bijgestaan door ex-wielrenner Frank Hoste en motorverslaggever Carl Berteele. De presentatie in de studio is in handen van een duo:
- 2005, 2006: Ruth Joos en David Naert
- 2007: David Naert en Evert Venema
- 2008: Gilles De Coster en Tom Coninx / Gert Geens
- 2009, 2010, 2011: Gert Geens en Gilles De Coster
- 2012, 2013, 2014, 2015, 2016, 2017: Gert Geens en Tom Vandenbulcke
- 2018: Gert Geens en Gilles De Coster
- 2019: Gert Geens en Bart Schols
- 2020: Gert Geens en Ruth Roets / Bart Schols
- 2021: Gert Geens en Bart Schols
- 2022, 2023: Gert Geens en Babette Moonen

### Andere sporten
Ook andere sporten dan voetbal en wielrennen komen aan bod. Zo is er aandacht voor tennis, atletiek (met vaste commentator David Naert), Formule 1 (met vaste commentator Steffy Merlevede), ruitersport (met vaste commentator Leo De Vos), basketbal (met meestal commentaar van Johan De Caluwé of Eddy Botteldoorne) en hockey.

## Sportverslaggevers
- Carl Berteele (wielrennen)
- Eddy Botteldoorne (voetbal, basketbal)
- Simon Bossuyt (voetbal, volleybal)[1]
- Tom Boudeweel (voetbal)
- Piet Cosemans (voetbal)
- Johan De Caluwé (voetbal, basketbal)
- Leo De Vos (ruitersport)
- Geert Heremans (voetbal)
- Glenn Martens (voetbal)
- Steffy Merlevede (presentatie, F1, volleybal)
- David Naert (presentatie, atletiek)
- Bert Sterckx (voetbal, atletiek, schaatsen)
- Christophe Vandegoor (wielrennen)
- Peter Vandenbempt (voetbal)
- Gilbert Vannutte (autosport)

## Trivia
- Tijdens de Olympische Zomerspelen 2008 in Peking en de Olympische Zomerspelen 2012 in Londen zond Sporza Radio uit onder de naam Sporza Olympia. Tijdens de Olympische Zomerspelen 2016 in Rio de Janeiro kreeg de sportverslaggeving een plaats in De olympische ochtend en De wereld vandaag. Tijdens de Olympische Zomerspelen 2020 in Tokio was er opnieuw De olympische ochtend maar ook Sporza Tokio.